# Đội trẻ Manchester United F.C. mùa bóng 2013–14
Đội U21 Manchester United là đội trẻ cao nhất của câu lạc bộ bóng đá Manchester United F.C.. Đội bóng chơi ở Hạng 1 thuộc hệ thống giải Professional Development League dành cho lứa tuổi U-21. Tại giải đấu, mỗi đội cho phép đăng ký ba cầu thủ và một thủ môn trên 21 tuổi trong mỗi trận đấu được quy định mới từ mùa giải 2012-13. Đây là mùa giải thứ hai tại Barclays U21 Premier League. Đội U21 Manchester United cũng tham gia vào giải Manchester Senior Cup và Lancashire Senior Cup.
Đội U18 Manchester United là đội trẻ thứ hai của câu lạc bộ bóng đá Manchester United F.C.. Đội bóng chơi ở nhóm 2 thuộc hệ thống giải Professional Development League dành cho lứa tuổi U-18. Trong tổng số 24 câu lạc bộ thi đấu ở giải Barclays U18 Premier League, chia thành hai nhóm khu vực, phía bắc và phía nam. Đội U18 Manchester United nằm ở khu vực phía Bắc. Đội U18 Manchester United cũng tham gia vào giải FA Youth Cup và Milk Cup.

## Đội U21 Manchester United

### Manchester Senior Cup 2013-14
Manchester Senior Cup 2013-14 chia làm 2 bảng đấu. Bảng 1: Manchester City FC, Oldham Athletic FC, Rochdale AFC. Bảng 2: Bolton Wanderers FC, Bury FC, Manchester United FC. Hai đội trẻ thành phố Manchester xuất sắc đánh bại các đối thủ để vào chơi trận chung kết vào ngày 7/8/2014 trên sân Ewen Fields (Sân nhà của Câu lạc bộ Hyde FC).
| Thời gian                | Vòng đấu       | Đối thủ          | H/N/A                    | Tỷ số Bt-Bb | Cầu thủ ghi bàn                                    | Số lượng khán giả |
| ------------------------ | -------------- | ---------------- | ------------------------ | ----------- | -------------------------------------------------- | ----------------- |
| Ngày 26 tháng 9 năm 2013 | Vòng bảng      | Bury             | N, Gigg Lane             | 3 - 3       | Wilson 54'; W.Keane 70',77'; win pen 4-2           |                   |
| Ngày 30 tháng 9 năm 2013 | Vòng bảng      | Bolton Wanderers | N, The County Ground     | 4 - 0       | W.Keane 2', Junuzaj 51',zaha 53', Larnell Cole 87' |                   |
| Ngày 7 tháng 8 năm 2014  | Vòng Chung kết | Man city         | N, Ewen Fields (Hyde FC) | 4 - 1       | Wilson 45',52',67',82'                             |                   |

### Lancashire Senior Cup 2013-2014
| Thời gian                | Vòng đấu | Đối thủ          | H/N/A                    | Tỷ số Bt-Bb   | Cầu thủ ghi bàn                                                                        | Số lượng khán giả |
| ------------------------ | -------- | ---------------- | ------------------------ | ------------- | -------------------------------------------------------------------------------------- | ----------------- |
| Ngày 17 tháng 3 năm 2014 | Tứ kết   | Bolton Wanderers | N, Moss Lane, Altrincham | 1-1 (4-5 pen) | Rothwell (27' pen); (Andreas Pereira, Guillermo Varela, Rothwell và Charni Ekangamene) |                   |

### Barclays U21 Premier League 2013-2014
Mỗi đội chơi 21 trận đấu trong mùa giải này. Chỉ gặp nhau một lần duy nhất trên sân nhà hoặc sân khách. Bốn đội đứng đầu bảng sẽ tiến hành bốc thăm ở vòng bán kết loại trực tiếp, đội chiến thắng cuốn cùng là nhà vô địch của giải đấu. Đây là màu giải thứ hai tại hệ thống giải U21 Premier League.
Ngày 14 tháng 5, Đội trẻ Chelsea đánh bại Đội trẻ Manchester United để lên ngôi vô địch giải U21 Premier League. Tám đội đứng đầu giải đấu sẽ bước vào tranh tài tại giải Premier League International Cup của mùa giải 2014-2015.

#### Vòng bảng
| Thời gian                 | Vòng đấu | Đối thủ            | H/N/A                                    | Tỷ số Bt-Bb | Cầu thủ ghi bàn                                         | Số lượng khán giả |
| ------------------------- | -------- | ------------------ | ---------------------------------------- | ----------- | ------------------------------------------------------- | ----------------- |
| Ngày 19 tháng 8 năm 2013  | Vòng 1   | Liverpool U21      | N, Salford City Stadium                  | 2 - 4       | Cole 7', Lingard 35'                                    |                   |
| Ngày 23 tháng 8 năm 2013  | Vòng 2   | West Brom U21      | N, The Hawthorns                         | 4 – 0       | Powell 15', Henriquez 43', Januzaj 55'pen, Lawrence 81' |                   |
| Ngày 16 tháng 9 năm 2013  | Vòng 3   | Bolton U21         | N, Salford City Stadium                  | 4 – 1       | W.Keane 45', Lingard 50',85' Thorpe 60'                 |                   |
| Ngày 21 tháng 10 năm 2013 | Vòng 4   | Everton U21        | A, Goodison Park                         | 0 – 0       |                                                         |                   |
| Ngày 28 tháng 10 năm 2013 | Vòng 5   | Fulham U21         | N, AJ Bell Stadium                       | 2 – 2       | Arthurworrey og 59', M.Keane 87'                        |                   |
| Ngày 8 tháng 11 năm 2013  | Vòng 6   | Stoke City U21     | H, Aon Training Complex                  | 0 - 1       |                                                         |                   |
| Ngày 2 tháng 12 năm 2013  | Vòng 7   | Blackburn U21      | N, Leigh Sports Village                  | 2 – 0       | Zaha 67', Wilson 76'                                    |                   |
| Ngày 21 tháng 12 năm 2013 | Vòng 8   | Arsenal U21        | N, Meadow Park, Boreham Wood FC          | 1 – 1       | Cole 11'pen                                             |                   |
| Ngày 13 tháng 1 năm 2014  | Vòng 9   | Southampton U21    | N, Staplewood Training Ground, Marchwood | 2 – 1       | Lingard 30', Cole 50'                                   |                   |
| Ngày 20 tháng 1 năm 2014  | Vòng 10  | Middlesbrough U21  | N, AJ Bell Stadium                       | 0 – 0       |                                                         |                   |
| Ngày 27 tháng 1 năm 2014  | Vòng 11  | Man City U21       | N, AJ Bell Stadium, Salford              | 1 - 2       | Lingard 47'                                             |                   |
| Ngày 3 tháng 2 năm 2014   | Vòng 12  | Leicester City U21 | N, Ricoh Arena, Coventry                 | 1 – 0       | Petrucci 36'                                            |                   |
| Ngày 10 tháng 2 năm 2014  | Vòng 13  | West Ham U21       | H, Old Trafford                          | 2 – 1       | M.Keane 33', Pereira 42'                                |                   |
| Ngày 24 tháng 2 năm 2014  | Vòng 14  | Sunderland U21     | N, AJ Bell Stadium                       | 1 – 0       | Lingard 40'                                             |                   |
| Ngày 10 tháng 3 năm 2014  | Vòng 15  | Wolves U21         | A, Molineux, Wolverhampton               | 3 – 0       | Wilson 50',79',84'                                      |                   |
| Ngày 21 tháng 3 năm 2014  | Vòng 16  | Chelsea U21        | N, Leigh Sports Village                  | 0 – 0       |                                                         |                   |
| Ngày 26 tháng 3 năm 2014  | Vòng 17  | Newcastle U21      | N, Northumberland FA, Whitley Park       | 0 - 1       |                                                         |                   |
| Ngày 7 tháng 4 năm 2014   | Vòng 18  | Aston Villa U21    | H, Old Trafford                          | 3 – 0       | Wilson 27', Rothwell 31', Janko 51'                     |                   |
| Ngày 14 tháng 4 năm 2014  | Vòng 19  | Tottenham U21      | A, White Hart Lane                       | 1 – 0       | Wilson 58'                                              |                   |
| Ngày 17 tháng 4 năm 2014  | Vòng 20  | Norwich U21        | H, Old Trafford                          | 2 – 2       | Weir 68',76'                                            |                   |
| Ngày 24 tháng 4 năm 2014  | Vòng 21  | Reading U21        | A, Madejski Stadium                      | 3 – 2       | Wilson 17', Weir 81', McNair 93'                        |                   |

| STT | Câu lạc bộ    | Tr | T  | H | B | Bt | Bb | Hs  | Điểm |
| --- | ------------- | -- | -- | - | - | -- | -- | --- | ---- |
| 1   | Chelsea U21   | 21 | 13 | 5 | 3 | 49 | 26 | +23 | 44   |
| 2   | Liverpool U21 | 21 | 13 | 3 | 5 | 55 | 30 | +25 | 42   |
| 3   | Man Utd U21   | 21 | 11 | 6 | 4 | 34 | 18 | +16 | 39   |
| 4   | Man City U21  | 21 | 11 | 5 | 5 | 50 | 28 | +22 | 38   |

#### Vòng Play off
| Thời gian                | Vòng đấu  | Đối thủ       | H/A                          | Tỷ số Bt-Bb | Cầu thủ ghi bàn | Số lượng khán giả |
| ------------------------ | --------- | ------------- | ---------------------------- | ----------- | --------------- | ----------------- |
| Ngày 2 tháng 5 năm 2014  | Bán kết   | Liverpool U21 | A, Anfield (Liverpool)       | 1 – 0       | Pereira 44'     |                   |
| Ngày 14 tháng 5 năm 2014 | Chung kết | Chelsea U21   | H, Old Trafford (Manchester) | 1 – 2       | Lawrence 12'    | 13203             |

## Đội U18 Manchester United

### Barclays U18 Premier League 2013-14
Các trận đấu sẽ bắt đầu lúc 17:00 vào mùa hè và 18:00 vào mùa đông; trừ một số trận đấu ngoại lệ. Tất cả các trận đấu có thể thay đổi về thời gian thi đấu. Không như mùa giải trước, khi các đội trẻ được chia thành ba bảng thi đấu vòng loại toàn quốc, mùa giải U18 Premier League 2013/14 sẽ chia làm hai bảng Bắc và Nam. Mỗi bảng đấu gồm 11 đội bóng, mỗi đội ở chung một bảng đối đầu với nhau trên sân nhà và sân khách, và sẽ gặp các đội ở bảng còn lại (trên sân nhà hoặc sân khách), tổng cộng là có 31 trận đấu. Bốn đội đứng đầu bảng đấu sẽ lọt vào vòng bán kết, với hai đội đứng đầu mỗi bảng sẽ có lợi thế sân nhà, đối đầu với đội đứng nhì ở bảng đấu kia.
| Thời gian  | Vòng đấu | Đối thủ                   | H/N/A                                        | Tỷ số Bt-Bb | Cầu thủ ghi bàn                                             | Số lượng khán giả |
| ---------- | -------- | ------------------------- | -------------------------------------------- | ----------- | ----------------------------------------------------------- | ----------------- |
| 17/08/2013 | Vòng 1   | West Ham U18              | Little Heath Sports Ground, Romford          | 1 - 2       | Wilson 86(pen)                                              |                   |
| 24/08/2013 | Vòng 2   | Stoke City U18            | Clayton Wood Training Ground, Stoke-on-Trent | 3 – 0       | Goss 13, Fletcher 20, Mitchell 50                           |                   |
| 28/08/2013 | Vòng 3   | Wolves U18                | Aon Training Complex                         | 6 – 1       | Harrop 6, Evans 29, Fletcher 34, 49, Croskery 74, Wilson 75 |                   |
| 31/08/2013 | Vòng 4   | Norwich City U18          | Aon Training Complex                         | 3 – 2       | Wilson 29, 79, Harrop 65                                    |                   |
| 07/09/2013 | Vòng 5   | Arsenal U18               | London Colney, St Albans                     | 2 – 1       | Fletcher 30, Wilson 59                                      |                   |
| 14/09/2013 | Vòng 6   | Leicester City U18        | Aon Training Complex                         | 2 – 1       | Fletcher 56, Mitchell 63                                    |                   |
| 21/09/2013 | Vòng 7   | Southampton U18           | Aon Training Complex                         | 2 – 1       | Fletcher 26, 37                                             |                   |
| 28/09/2013 | Vòng 8   | Aston Villa U18           | Bodymoor Heath Training Ground               | 1 - 3       | Redmond 46                                                  |                   |
| 05/10/2013 | Vòng 9   | Man City U18              | Platt Lane, Fallowfield                      | 1 - 1       | Harrop 88(pen)                                              |                   |
| 12/10/2013 | Vòng 10  | West Bromwich Albion U18  | Aon Training Complex                         | 4 - 2       | Fletcher 4, 63; Goss 31; Willock 48                         |                   |
| 19/10/2013 | Vòng 11  | Sunderland U18            | Aon Training Complex                         | 3 - 2       | Goss, Wilson, Redmond                                       |                   |
| 16/11/2013 | Vòng 12  | West Bromwich Albion U18  | Aon Training Complex                         | 2 - 1       | A.Pereira, Goss                                             |                   |
| 23/11/2013 | Vòng 13  | Middlesbrough U18         | Rockcliffe Park                              | 0 - 1       | Redmond 46                                                  |                   |
| 07/12/2013 | Vòng 14  | Liverpool U18             | Kirkby Academy                               | 1 - 3       | Fletcher 22                                                 |                   |
| 20/12/2013 | Vòng 15  | Blackburn U18             | Brockhall Village                            | 1 - 3       | Mitchell 45                                                 |                   |
| 11/01/2014 | Vòng 16  | Wolves U18                | Sir Jack Hayward Training Ground             | 2 - 1       | Pereira 14, Wilson 67                                       |                   |
| 25/01/2014 | Vòng 17  | Newcastle United U18      | Aon Training Complex                         | 1 - 2       | Riley 54                                                    |                   |
| 28/01/2014 | Vòng 18  | Bolton Wanderers U18      | Bolton Academy, Horwich                      | 1 - 2       | Goss 64                                                     |                   |
| 01/02/2014 | Vòng 19  | Man City U18              | Aon Training Complex                         | 0 - 2       |                                                             |                   |
| 08/02/2014 | Vòng 20  | Blackburn Rovers U18      | Aon Training Complex                         | 2 - 4       | Rashford 49, Goss 58                                        |                   |
| 22/02/2014 | Vòng 21  | Middlesbrough U18         | Aon Training Complex                         | 5 - 1       | Redmond 18, 74, Croskery 31, Harrop 38, Mitchell 49         |                   |
| 08/03/2014 | Vòng 22  | Liverpool U18             | Aon Training Complex                         | 1 - 1       | Fletcher 8                                                  |                   |
| 15/03/2014 | Vòng 23  | Newcastle Training Ground | Aon Training Complex                         | 0 - 1       | Rashford 49, Goss 58                                        |                   |
| 22/03/2014 | Vòng 24  | Bolton Wanderers U18      | Aon Training Complex                         | 2 - 3       | Croskery 3, Greenhough OG 91                                |                   |
| 29/03/2014 | Vòng 25  | Chelsea U18               | Aon Training Complex                         | 1 - 1       | Riley 61                                                    |                   |
| 05/04/2014 | Vòng 26  | Reading U18               | Hogwood Park, Finchamstead                   | 1 - 2       | Thompson 72pen                                              |                   |
| 12/04/2014 | Vòng 27  | Tottenham U18             | Aon Training Complex                         | 1 - 0       | Fletcher 58                                                 |                   |
| 16/04/2014 | Vòng 28  | Sunderland U18            | Academy of Light, Cleadon                    | 2 - 3       | Rashford 45, Croskery 79                                    |                   |
| 26/04/2014 | Vòng 29  | Fulham U18                | Motspur Park                                 | 4 - 1       | Rashford 42, Mitchell 74,80 Croskery 77                     |                   |
| 29/04/2014 | Vòng 30  | Stoke City U18            | Aon Training Complex                         | 3 - 2       | Rashford 2, Borthwick-Jackson 35, Scott 90                  |                   |
| 03/05/2014 | Vòng 31  | Everton U18               | Finch Farm                                   | 2 - 1       | Harrop 57,81                                                |                   |

| STT | Câu lạc bộ           | Tr | T  | H | B  | Bt | Bb | Hs  | Điểm |
| --- | -------------------- | -- | -- | - | -- | -- | -- | --- | ---- |
| 3   | Liverpool U18        | 31 | 15 | 5 | 11 | 69 | 59 | +10 | 50   |
| 4   | Man Utd U18          | 31 | 15 | 3 | 13 | 60 | 51 | +9  | 48   |
| 5   | Newcastle United U18 | 31 | 15 | 2 | 14 | 49 | 57 | -8  | 47   |

### FA Youth Cup 2013-2014
| Thời gian                 | Vòng đấu | Đối thủ               | H/A                              | Tỷ số Bt-Bb | Cầu thủ ghi bàn         | Số lượng khán giả |
| ------------------------- | -------- | --------------------- | -------------------------------- | ----------- | ----------------------- | ----------------- |
| Ngày 16 tháng 12 năm 2013 | Vòng 3   | Burnley U18           | A, Turf Moor                     | 2 – 0       | Pereira 59', Wilson 72' | 1489              |
| Ngày 16 tháng 1 năm 2014  | Vòng 4   | Leicester City U18    | A, King Power Stadium, Leicester | 1 – 0       | A.Pereira 101'          | 964               |
| Ngày 14 tháng 2 năm 2014  | Vòng 5   | Huddersfield Town U18 | A, John Smith's Stadium          | 1 – 2       | Wilson 26'              | 1385              |

### Milk Cup 2013
| Thời gian  | Vòng đấu  | Đối thủ                             | H/N/A                  | Tỷ số Bt-Bb | Cầu thủ ghi bàn                           | Số lượng khán giả |
| ---------- | --------- | ----------------------------------- | ---------------------- | ----------- | ----------------------------------------- | ----------------- |
| 29/07/2013 | Vòng bảng | County Antrim                       | Ballymena Showgrounds  | 3 – 0       | McBurney 5, Mitchell 16, Croskery 23      |                   |
| 30/07/2013 | Vòng bảng | Strikers FC South Coast (Australia) | Showgrounds, Coleraine | 2 – 0       | Riley 21, A.Pereira 43                    |                   |
| 31/07/2013 | Vòng bảng | TuS Altenberge (Đức)                | Scroggy Road, Limavady | 4 – 1       | Croskery 30, McBurney 38, A.Pereira 51,63 |                   |
| 01/08/2013 | Bán kết   | Cherry Orchard                      | N                      | 3 – 1       | McBurnie 11,16 Riley 14                   |                   |
| 02/08/2013 | Chung kết | Co Tyrone                           | N                      | 1 – 0       | Oliver McBurnie 70’                       | 3602              |

## Đội U19 Manchester United

### Giao hữu hè 2013
| Thời gian  | Vòng đấu | Đối thủ             | H/N/A                            | Tỷ số Bt-Bb | Cầu thủ ghi bàn                | Số lượng khán giả |
| ---------- | -------- | ------------------- | -------------------------------- | ----------- | ------------------------------ | ----------------- |
| 15/07/2013 | Giao hữu | Club Brugge         | Leigh Sports Village, Leigh      | 1 - 0       | Lawrence 79’                   |                   |
| 18/07/2013 | Giao hữu | Waterford United    | Waterford Regional Sports Centre | 2 - 1       | Wilson 36, Barmby 51           | 2830              |
| 20/07/2013 | Giao hữu | Ross County         | Global Energy Stadium, Dingwall  | 2 – 2       | Petrucci 35, Tunnicliffe 64    | 4400              |
| 24/07/2013 | Giao hữu | Chorley             | Victory Park, Chorley            | 1 – 0       | Rowley 16                      | 1205              |
| 26/07/2013 | Giao hữu | Stevenage           | The Lamex Stadium, Broadhall Way | 2 – 2       | Byrne 32, Rothwell 37          | 1691              |
| 29/07/2013 | Giao hữu | Crewe Alexandra     | Alexandra Stadium, Gresty Road   | 2 – 0       | Nani 11,58                     | 5077              |
| 30/07/2013 | Giao hữu | Skelmersdale United | West Lancashire College Stadium  | 2 – 1       | Wilson 3, Rudge 33             | 346               |
| 01/08/2013 | Giao hữu | Trafford FC         | Shawe View                       | 2 – 0       | Wilson 29, Byrne 69            | 1205              |
| 08/08/2013 | Giao hữu | Ramsbottom United   | Riverside Stadium                | 4 – 2       | Lawrence 22pen,34,58 Barmby 63 |                   |

### Mercedes-Benz Junior Cup 2014
Mùa giải này, Đội Man Utd U19 tham dự giải Mercedes-Benz Junior Cup 2014 tổ chức tại Stuttgart nước Đức.
| Thời gian  | Vòng đấu     | Đối thủ            | H/N/A             | Tỷ số Bt-Bb | Cầu thủ ghi bàn              | Số lượng khán giả |
| ---------- | ------------ | ------------------ | ----------------- | ----------- | ---------------------------- | ----------------- |
| 05/01/2014 | Vòng bảng    | Fluminense         | N, Stuttgart, Đức | 2 - 0       | Willock, Harrop              |                   |
| 05/01/2014 | Vòng bảng    | Freiburg           | N, Stuttgart, Đức | 3 - 0       | Weir, Rothwell, Pearson      |                   |
| 05/01/2014 | Vòng bảng    | Borussia Dortmund  | N, Stuttgart, Đức | 3 – 2       | Wilson, McNair, Pearson      |                   |
| 05/01/2014 | Bán kết      | Schalke            | N, Stuttgart, Đức | 0 – 0       | Liam Grimshaw (thua 1-3 Pen) |                   |
| 06/01/2014 | Tranh hạng 3 | Grasshopper Zurich | N, Stuttgart, Đức | 3 – 2       | Harrop, Pereira, Weir        |                   |

### UEFA Youth League 2013-14
U19 United nằm ở bảng A với sự góp mặt của U19 Bayer Leverkusen, U19 Shakhtar Donetsk và U19 Real Sociedad nhưng không vượt qua được vòng bảng. 
| Đội               | Tr | T | H | B | BT | BB | HS | Đ  |
| ----------------- | -- | - | - | - | -- | -- | -- | -- |
| Real Sociedad     | 6  | 3 | 1 | 2 | 9  | 6  | +3 | 10 |
| Shakhtar Donetsk  | 6  | 2 | 3 | 1 | 9  | 8  | +1 | 9  |
| Bayer Leverkusen  | 6  | 2 | 1 | 3 | 11 | 14 | −3 | 7  |
| Manchester United | 6  | 2 | 1 | 3 | 9  | 10 | −1 | 7  |

| Thời gian  | Vòng đấu  | Đối thủ          | H/N/A                                  | Tỷ số Bt-Bb | Cầu thủ ghi bàn                               | Số lượng khán giả |
| ---------- | --------- | ---------------- | -------------------------------------- | ----------- | --------------------------------------------- | ----------------- |
| 17/09/2013 | Vòng bảng | Bayer Leverkusen | Salford City Stadium, Manchester       | 4 - 3       | Wilson 4’,89’ (pen), Pearson 10’, Pereira 71’ |                   |
| 02/10/2013 | Vòng bảng | Shakhtar Donetsk | RSC Olimpiyskiy, Donetsk               | 1 - 2       | Wilson 76’                                    |                   |
| 23/10/2013 | Vòng bảng | Real Sociedad    | Salford City Stadium, Manchester       | 0 – 1       |                                               |                   |
| 05/11/2013 | Vòng bảng | Real Sociedad    | Campus Realzale Gazteak, San Sebastián | 2 – 0       | Wilson 11’, Rothwell 56’                      |                   |
| 27/11/2013 | Vòng bảng | Bayer Leverkusen | Ulrich Haberland Stadion, Leverkusen   | 1 – 3       | Wilson 49’ (Pen)                              | 300               |
| 09/12/2013 | Vòng bảng | Shakhtar Donetsk | Leigh Sports Village, Leigh            | 1 - 1       | Fletcher 86’                                  |                   |

## Đội U17 Manchester United
United thi đấu hai trận đấu giao hữu tại Slovakia cho đội trẻ U17 United. Gặp đội MFK Ruzomberok vào ngày 28 tháng 10 năm 2013 và gặp Sparta Prague vào hai ngày sau đó tại Poprad.
| Thời gian  | Vòng đấu | Đối thủ             | H/N/A     | Tỷ số Bt-Bb | Cầu thủ ghi bàn                                 | Số lượng khán giả |
| ---------- | -------- | ------------------- | --------- | ----------- | ----------------------------------------------- | ----------------- |
| 28/10/2013 | Giao hữu | MFK Ruzomberok U17  | A         | 3 - 0       | Jordan Thompson(19’); Zachary Dearnley(71’,78’) |                   |
| 30/10/2013 | Giao hữu | AC Sparta Praha U17 | A, Poprad | 0 - 3       |                                                 |                   |